# Martin C. Wolff

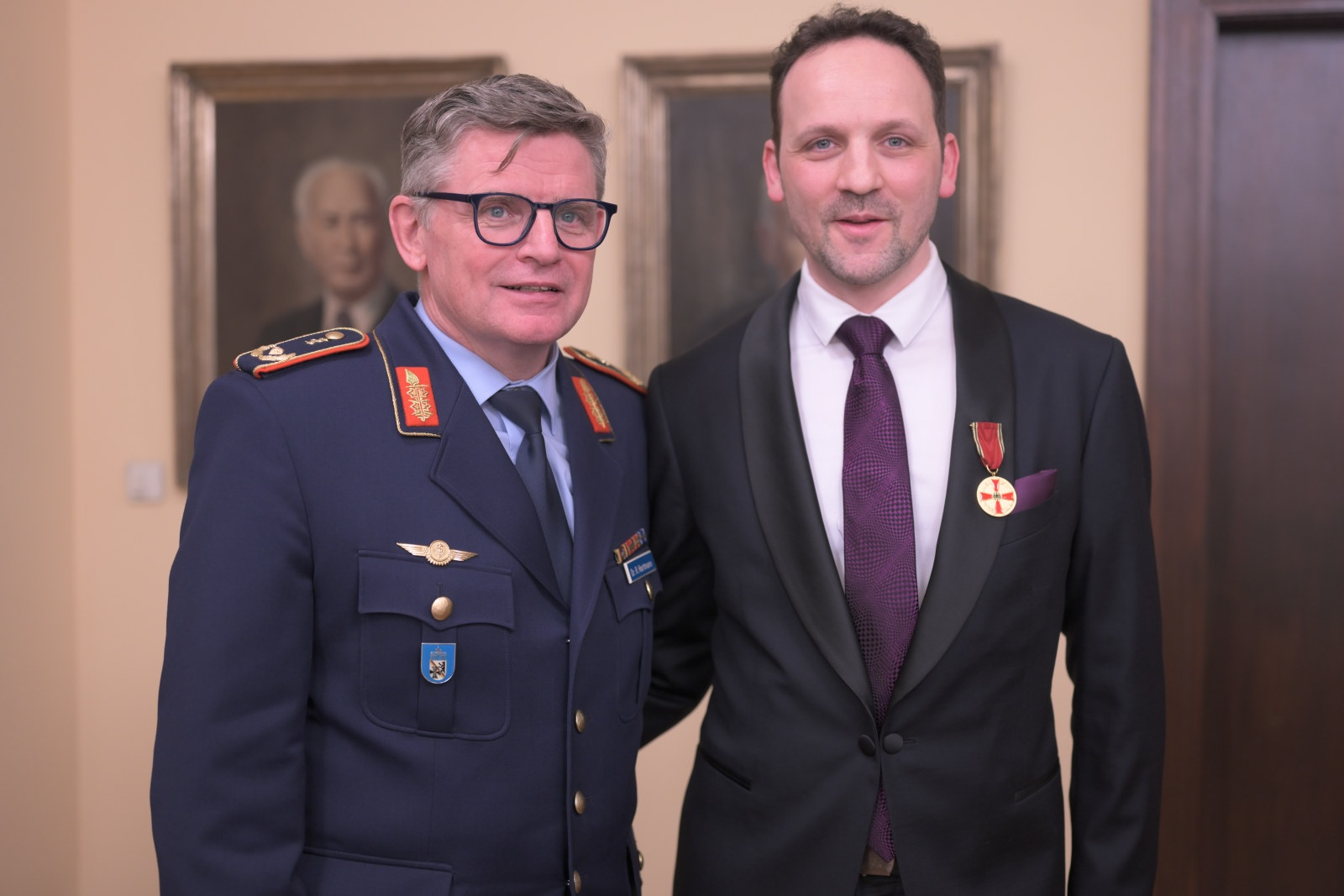
Martin C. Wolff (rechts) und Generalarzt Ralf Hartmann (links) anlässlich der Verleihung des Verdienstordens der Bundesrepublik Deutschland (2025)

Martin C. Wolff (* 17. März 1982 als Martin C. Botev in Sofia) ist ein deutscher Philosoph und Strategieexperte. Er ist Vorsitzender des Clausewitz Netzwerks für Strategische Studien an der Führungsakademie der Bundeswehr in Hamburg. Besondere Bekanntheit erlangte er als Stifter einer Tradition des zivil-militärischen Diskurses.

## Leben

### Kindheit
Im Alter von fünf Jahren siedelte Martin Wolff mit seiner Familie in die DDR über. Nach der Grundschule in Neustrelitz wechselte er auf das Internat der CJD Christophorusschule Rostock, wo er sein Abitur erwarb.

### Ausbildung
Neben grundständigen Studien in Rechtswissenschaften an der Freien Universität Berlin und Betriebswirtschaftslehre an der Fernuniversität Hagen und der TU Berlin erwarb Martin C. Wolff 2009 einen Magister der Philosophie von der Humboldt-Universität und der Freien Universität in Berlin.
2014 wurde er an der Freien Universität, betreut von Wilhelm Schmidt-Biggemann, zum Thema „Ernst und Entscheidung: Eine Phänomenologie von Konflikten“ promoviert. 2017 folgte ein Masterabschluss in Pastoralpsychologie und Supervision von der Evangelischen Hochschule Freiburg.
Martin C. Wolff wurde in der Kampfsportart Avci Wing Tsung ausgebildet und führt den 2. Dan (Lehrergrad).

### Familie
Martin C. Wolff lebt mit Frau und Kindern in Berlin. Er nahm den Familiennamen seiner Frau an.

## Tätigkeiten

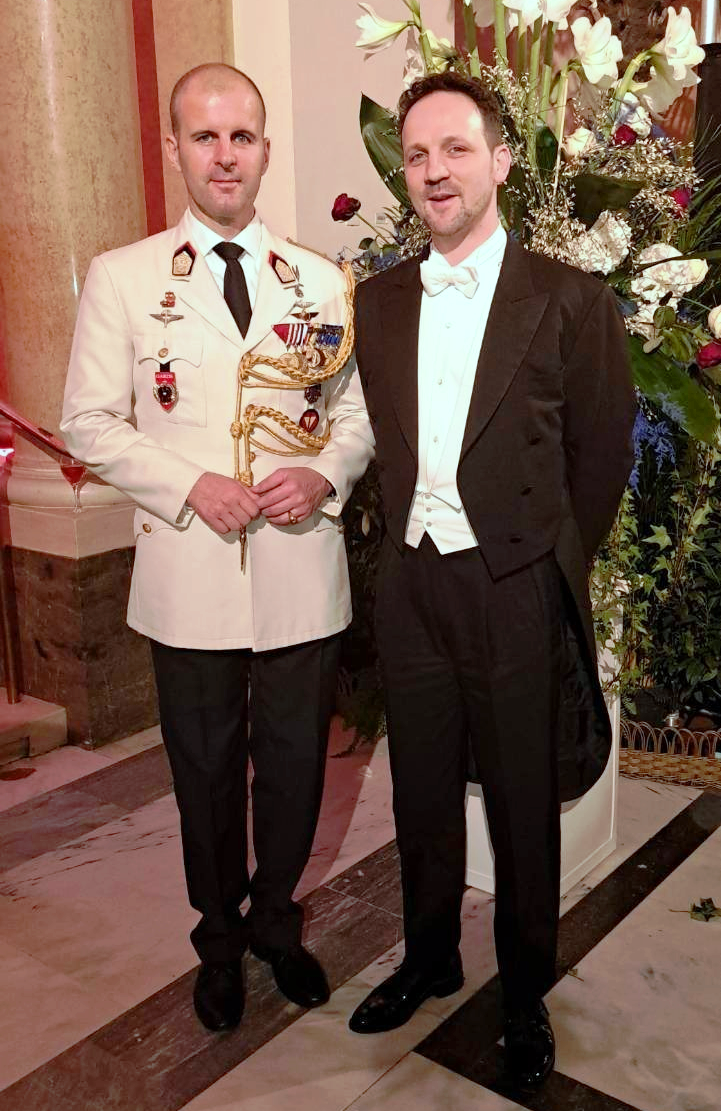
Martin C. Wolff (re.) und Markus Reisner (li.) auf dem Ball der Offiziere (2024)

Von 2004 bis 2007 war Martin C. Wolff als Seminarleiter für Deeskalation und Konfliktverhalten für die dolife KG tätig und wurde währenddessen von Kriminalhauptkommissar Reinhard Kautz in der polizeilichen Präventionsarbeit ausgebildet. 
Bis 2014 bildete er an der Verwaltungsakademie Berlin Ordnungskräfte zu Kommunikations- und Deeskalationsstrategien aus. Er lehrte 2016–2020 am Institut für Medienwissenschaften der Humboldt-Universität zu Berlin mit Schwerpunkt Digitalisierung. Seit 2023 ist er als Dozent für IT-Sicherheit und Digitale Souveränität am Hasso-Plattner-Institut der Universität Potsdam tätig.
Er ist Leiter des Internationalen Clausewitz Zentrums an der Führungsakademie der Bundeswehr in Hamburg, wo er seit 2022 gemeinsam mit Matthias Wasinger das wissenschaftliche Journal zu Strategiethemen Strategische Horizonte herausgibt. Seit 2018 ist er Vorsitzender des Clausewitz Netzwerks für Strategische Studien. Für sein herausragendes ehrenamtliches Engagement in diesem Bereich wurde er mit dem Verdienstorden der Bundesrepublik Deutschland ausgezeichnet.
Martin Wolff publiziert und spricht zu Themen wie Strategie, Konflikt und Digitaler Souveränität. Als Interviewpartner ist er regelmäßig im Deutschlandfunk Kultur eingeladen.
Zudem ist er im Bereich der Unternehmensstrategie, IT-Sicherheit und Technikfolgenabschätzung tätig. Als Co-Founder war er unter anderem an der Entwicklung des Digitalen Klingelbeutels beteiligt. Beratend wirkte er im Rahmen des Normenausschusses Informationstechnik und Anwendungen des DIN im Gremium Künstliche Intelligenz.
Ehrenamtlich arbeitete er im Bündnis für klimapositives Verhalten sowie bis 2022 im Missionsrat des Berliner Missionswerkes mit.

## Positionen
Wolff verbindet die Geistesgeschichte der Technik mit Herrschaftstheorien. Er stellt der Heartland-Theorie eine Theorie der digitalen Souveränität entgegen. Technik wird ideengeschichtlich als Teil einer politischen Theologie interpretiert, mit besonderer Rolle der Heilsgeschichte und der Prophetie der Aufklärung als konstitutive Elemente jeder Herrschaft. Wolff entwickelt den klassischen Souveränitätsbegriff und des Staatsgebietes um die Dimension der Infrastruktur weiter und untermauert diesen mit einer Ontologie der Technik.
Wolffs philosophische Arbeiten sind wesentlich von Hans Blumenberg, Wilhelm Schmidt-Biggemann, sowie Georg Simmel, Søren Kierkegaard, Carl Schmitt und Georg Wilhelm Friedrich Hegel beeinflusst. Ihn zeichnet die Verschmelzung von ideengeschichtlichen, ökonomischen und metaphysischen Themen aus. Zu seinen philosophischen Lehrern gehören Holm Tetens, Peter Bieri, Sabine Krämer und Dietrich Böhler. Ökonomisch werden die Arbeiten von Friedrich August von Hayek sichtbar.

## Auszeichnungen
- Verdienstmedaille des Verdienstordens der Bundesrepublik Deutschland (2025)

## Veröffentlichungen

### Monographien
- Ernst und Entscheidung – Eine Phänomenologie von Konflikten, nomos, Baden-Baden 2016, ISBN 978-3-8487-3330-9.[4]

- Digitale Souveränität. Velbrück, Weilerswist 2022, ISBN 978-3-95832-293-6.[29]

### Herausgeberschaften
- Strategische Horizonte (Zeitschrift), Hamburg (laufend), ISSN 2939-9157.